# Похищение христианских епископов в Сирии
Похище́ние христиа́нских епи́скопов в Си́рии произошло 22 апреля 2013 года на дороге из Антиохии в Алеппо. Боевики вооружённой сирийской оппозиции захватили православного митрополита Алеппского Павла (Язиджи) и сиро-яковитского митрополита Алеппского Григория Иоанна Ибрагима. На иерархов напали, когда они направлялись к турецкой границе, чтобы добиться освобождения двух священников, похищенных ещё в феврале.
В результате нападения террористов был убит диакон — водитель автомобиля, перевозивший иерархов, а сами епископы — похищены. Похищенных боевики увезли в неизвестном направлении, и в настоящее время достоверной информации о состоянии похищенных нет. Периодически в СМИ появляются сообщения как об освобождении, так и о гибели священнослужителей.

## Предпосылки
Христиане в Сирии составляют около 5 % населения страны. Подавляющее их большинство осталось лояльно правительству, опасаясь, что победа оппозиции будет угрожать самому существованию общины. Как отмечают наблюдатели, миномётные обстрелы противниками Асада христианских кварталов Дамаска стали повседневным явлением. В свою очередь массовые похищения людей в Сирии отмечаются на территориях, контролируемых повстанцами, суммы выкупа, которые криминальные группировки требуют от близких и родственников похищенных, разнятся от нескольких тысяч до нескольких миллионов долларов.
Также журналистами отмечается, что похищения и убийства духовных деятелей, а также представителей благотворительных организаций стали в Сирии за время гражданской войны почти рядовым явлением. Так, в январе 2012 года во время беспорядков в городе Хама был застрелен православный священник Василий Нассер. Официальная сирийская пресса утверждает, что отца Василия убили вооруженные террористы. В свою очередь, представители оппозиции обвинили власти в смерти священника. По их данным, священник был убит пулей снайпера.
Тогда же на пути в Дамаск был убит генеральный секретарь сирийской организации «Красного полумесяца» доктор Абд-аль-Раззар Джбейро. По данным международного комитета Красного креста, машину Джбейро обстреляли на шоссе Халаб-Дамаск, несмотря на эмблему гуманитарной миссии. Правозащитники отмечают, что террористы похищают и убивают не только христиан, но и всех, кто призывает к миру, включая исламских проповедников, выступающих против войны и кровопролития, поскольку считают их предателями. К качестве примера они приводят шейха Рамадан Аль-Бути, погибшего 21 марта в дамасской мечети Аль-Иман в результате теракта, унесшего жизни более 40 человек. Он призывал к миру и братской любви среди всех конфессий.
Однако, как отмечают наблюдатели, основной мишенью в сирийском конфликте стали христиане. Как отметил митрополит Волоколамский Иларион, «положение христианской общины Сирии в высшей степени тяжёлое». После начала войны в Сирии постоянно увеличивается число христианских семей, покидающих страну. Существует реальная угроза того, что богатая своей многовековой христианской историей Сирия может полностью лишиться христианского присутствия.

## Ход событий
22 апреля 2013 года иерархи направлялись к турецкой границе, чтобы добиться освобождения двух священников, похищенных ещё в феврале, когда под Алеппо на них напали боевики вооружённой сирийской оппозиции. Христианские жители Алеппо рассказали, что Юханна Ибрагим направился забрать митрополита Павла с контрольно-пропускного пункта «Баб-аль-Хава» на сирийско-турецкой границе. Похищение произошло на дороге из Антиохии в Алеппо. По информации сирийского агентства SANA, террористы перехватили автомобиль с иерархами в деревне Кфар Даэл.
Диакон — водитель автомобиля, перевозивший иерархов, был убит боевиками, а сами епископы — похищены.
Как отметил председатель ОВЦС митрополит Иларион, хорошо знавший обоих похищенных иерархов, митрополит Йоханна Ибрагим на протяжении многих лет является участником международных богословских диалогов. Священнослужители занимались благотворительностью на севере Сирии и также занимались решением гуманитарных проблем местного населения в деревне Кафр-Даэль, расположенной в районе границы Сирии с Турцией.

## Цели
Министерство религии Сирии выпустило коммюнике, согласно которому, что священников похитили чеченские наемники террористической организации «Фронт ан-Нусра» — местного крыла террористической группировки «Аль-Каида». Также об этом заявлял Епископ Дамаска Антоний (Язиджи). Эту же информацию подтвердили «Франс Пресс» источники в Греческой православной церкви.
Комментируя информацию, что священников похитили воюющие на стороне оппозиции чеченские боевики, вице-спикер Госдумы России Сергей Железняк напомнил, что несколько лет назад на Северном Кавказе были представители террористических групп со всего мира: 

Я убежден, что эти люди, которые не умеют ничего, кроме насилия и убийства, будут активно участвовать в подобной деятельности в любых горячих точках. И это подтверждает, что за этими конфликтами, за террором не стоят ни религиозные ценности, ни какие-то политические позиции. Это чистый бандитизм, и именно как к бандитизму к этому надо относиться. И никакие меры поддержки бандитизма под каким-либо предлогом не могут быть приемлемы для нас.
Сирийские правозащитники ранее высказывали мнение, что инцидент был направлен на то, чтобы разжечь межконфессиональную вражду в Сирии, а «Джебхат-ан-Нусра», в которой предположительно состоят похитители, ставит своей целью навязать экстремистский ислам в Сирии. По мнению их вооруженная оппозиция в Сирии является террористической — все оппозиционные батальоны носят имена террористов, а боевики, вступающие в ряды этой вооруженной оппозиции, принимают имена убитых ранее террористов. По словам правозащитника Ваиля Маласа несмотря на то, что чеченские боевики называют себя «отрядом Хейр эд-Дина аз-Заркали», на самом деле они являются членами группировки «Джебхат-ан-Нусра».

## Переговоры об освобождении
Патриарх Московский и всея Руси Кирилл, узнав о похищении иерархов, обратился к Президенту России Владимиру Путину, прося «предпринять усилия в рамках имеющихся у Российского государства возможностей для скорейшего освобождения сирийских иерархов». Письма Патриарха в связи с данным инцидентом были направлены также Президенту США Бараку Обаме, Генеральному секретарю ООН Пан Ги Муну, Председателю Правительства Турции Реджепу Тайипу Эрдогану.
25 апреля заведующий сиро-яковитской патриаршей курией митрополит мар Дионисий Иоанн Кавак сообщил, что митрополит Алеппский Павел и митрополит мар Григорий Иоанн Ибрагим по-прежнему находятся в плену, ведутся переговоры об их освобождении. Такие же сведения были получены Отделом внешних церковных связей из дипломатических источников.
Антиохийский Патриарх Иоанн (Язиджи), который является братом похищенного Алеппского митрополита Павла, на заседании Синода в Баламандском монастыре на юго-западе от Триполи заявил, что с похитителями сирийских митрополитов вот уже почти 2 месяца не было никакого прямого контакта. Тем не менее, Церковь поддерживает контакты со всеми задействованными сторонами в Сирии и за границей. Патриарх не стал комментировать возможные мотивы похищения иерархов, а также последствия преступления для христиан в Сирии и регионе.

## Информация о похищенных
30 апреля греко-мелькитский епископ Алеппо монсеньор Жан-Клеман Жанбар подтвердил агентству «AsiaNews», что двое епископов по-прежнему находятся в руках у похитителей. Иерарх подчеркнул, что «Церкви — Православная и Католическая — делают всё возможное, чтобы связаться с похитителями, однако в настоящий момент никто не понимает их поступка и того, кто стоит за преступниками».
Несмотря на отдельные сообщения об освобождении священнослужителей, Антиохийская православная церковь, а позже и отдел внешних церковных связей Московского патриархата опровергли их, заявив, что о нахождении епископов по-прежнему ничего не известно. В свою очередь, сирийские чиновники сообщали, что они не располагают информацией о местонахождении иерархов. В Дамаске заявляли, что не получили «ни одного официального документа с указанием об освобождении [священников]».
Сирийский президент Башар Асад впервые публично высказался о судьбе похищенных в Сирии епископов в интервью аргентинской газете «Clarin»:

По нашим данным, в настоящее время они находятся недалеко от сирийско-турецкой границы. Мы внимательно занимаемся этим вопросом в сотрудничестве с православными патриархатами, с тем чтобы освободить митрополитов из рук похитивших их террористов.Оригинальный текст (англ.)We have preliminary information that they are near the Turkish-Syrian border. We are closely following this issue and liaising with the Orthodox Patriarchate in Syria to free them from the terrorist groups who abducted them.
10 мая греческие агентства церковных новостей «Ромфея» и «Амен» повторили информацию ливанского сайта www.dailystar.com.lb, исходящую от лидера сирийских повстанцев Джорджа Сабры о том, что похищенные митрополиты находятся в добром здравии и удерживаются повстанцами в небольшом городке к северо-западу от Алеппо. Однако пока Антиохийская православная церковь не подтвердила правдивости этих сведений.
В интернете появилось видео казни сирийского епископа и его помощника. По сообщению сайта Intifada, они обезглавлены боевиками: головы отрезаются небольшим боевым ножом и помещаются на тела казнённых. Другие новостные источники не подтверждают того, что на видео — казнь епископа, но нет сомнения — это казнь христиан. В сети было выложено видео казни двух христиан, один из которых — епископ. Однако племянник одного из епископов опроверг сообщения о его казни. Ранее Фади Хуригил, глава Фонда Антакья Православной церкви, заявил, что на видео нет митрополита Алеппского Павла и Сиро-яковитского Иоанна.
30 июня Межпарламентская ассамблея православия получила данные, что похищенные в Сирии митрополиты погибли.
6 августа портал InSerbia со ссылкой на Аль-Алям сообщил, что похищенные иерархи живы и в настоящее время находятся в Турции. Сайт приводит свидетельство британского дипломата, пожелавшего остаться неизвестным, что он получил информацию от представителя США Чарли Дента. По этой информации, вооружённые группировки, связанные с Сирийским национальным советом и «Братьями-мусульманами», удерживают епископов в плену в Турции.
В августе 2014 года митрополит Иларион (Алфеев) отметил:

С момента похищения двух митрополитов в Сирии, к сожалению, не было ни одного вполне достоверного свидетельства о том, что они живы. Нет ни фотографий, ни видеокадров, ни записей голосов. Временами мы получаем из различных источников информацию о месте их нахождения, которое, судя по имеющимся данным, неоднократно менялось. Но нет возможности проверить эти сведения. Очень опасаемся за их жизнь, но молимся об их скорейшем освобождении.

В 2017 году ливанская шиитская партия «Хезболла» в ходе переговоров об обмене пленными с террористами из группировки «Исламское государство» пыталась прояснить судьбу сирийских митрополитов Павла и Иоанна Ибрагима. По словам шейха Хасана Насруллы, «мы потребовали от группировки ИГ включить двух архиереев в сделку по обмену пленными и освободить их. — Однако был получен ответ, что у них в руках нет этих митрополитов».
6 октября 2018 года Священный синод Антиохийского патриархата констатировал: «После молитвы и призывания Святого Духа Отцы рассмотрели повестку дня. Сначала они обратились к делу похищенных митрополитов Алеппо Павла Язиджи и Иоанна Ибрагима и осудили международное молчание относительно этого вопроса по прошествии пяти лет. Призвали освободить епископов и положить конец этому делу, являющемуся выражением страданий ближневосточного человека».
В феврале 2019 года патриарх Иоанн отметил: «Вновь и вновь я напоминаю о захвате двух Алеппских митрополитов — Иоанна и Павла. Мы ничего о них не знаем. Стыдно молчать об этом! Мы говорим о правах человека, а судьба двух наших братьев до сих пор не известна. Захваченных монахинь, слава Богу, вернули. Теперь они готовы принимать паломников. Многие из русских делегаций, которые бывают в Дамаске, тоже приезжают в Маалюлю».
Согласно результатам поисков, опубликованным группой исследователей во главе с сирийским журналистом Мансуром Салибом, они были убиты боевиками группировки «Нур ад-Дин аз-Зенки» в декабре 2016 года.
Однако, данная информация не была официально подтверждена: В январе 2020 года на официальном сайте Антиохийского Патриархата появилось заявление: «Греческий православный патриархат Антиохии и всего Востока, а также Сирийский православный патриархат Антиохии и всего Востока внимательно следят за этими сообщениями, которые полностью независимы от наших неустанных усилий и усилий по поиску наших двух пропавших архиепископов, и мы полны решимости не оставить камня на камне, пока не установим их местонахождение и их судьбу. В этой связи мы не подтверждаем и не отрицаем достоверность этих сообщений или различных других утверждений, которые мы ежедневно получаем из различных источников.»

## Международная реакция
По словам главы ОВЦС МП митрополита Илариона, это печальное событие является ещё одним напоминанием о том, что необходимо как можно скорее прекратить кровопролитие, происходящее в Сирии, и что только политический диалог, каким бы он ни был трудным, является путём выхода из этой ситуации. «Когда западные державы вооружают головорезов и убийц, похитителей людей и экстремистов, это невозможно оправдать никакими далеко идущими политическими целями», — подчеркнул митрополит Иларион.
С совместным заявлением по этому поводу выступили также англиканский архиепископ Кентерберийский Джастин Уэлби и католический архиепископ Вестминстерский Винсент Николс. Они выразили поддержку христианским общинам, которые имеют глубокие исторические корни в Сирии. «Мы продолжаем молиться за политическое решение конфликта, которое обеспечит соблюдение неотъемлемых основных прав всех сирийцев», — говорится в заявлении британских иерархов. Они призвали оказать срочную гуманитарную помощь народу Сирии.
Православный Патриарх Антиохийский и всего Востока Иоанн Х выступил с воззванием освободить двух собратьев. Он обратился к международному сообществу с призывом «сделать всё возможное для освобождения похищенных, отсутствие которых причиняет скорбь». Патриарх заявил, что «прекращение этой трагедии крайне необходимо для того, чтобы избежать риска возможных последствий».
16 мая 2013 года Священный Синод Иерусалимского Патриархата строго осудил противозаконные действия похитетелей, абсолютно нарушающие право человека на свободу, и настаивает на немедленном освобождении удерживаемых в неволе Архиереев.
Россия решительно осудила захват боевиками священнослужителей и потребовала их немедленного и безусловного освобождения. Как говорится в комментарии департамента информации и печати МИД РФ: «С российской стороны энергично предпринимаются все необходимые усилия — в контактах с правительственными структурами САР и по различным другим каналам — для содействия скорейшему освобождению захваченных христианских священников».
Премьер-министр Греции Антонис Самарас поручил министру иностранных дел Димитрису Аврамопулосу, который находится в Брюсселе на встрече министров иностранных дел НАТО, принять все меры по освобождению епископов.
В письме на имя государственного секретаря США Джона Керри 72 члена американского Конгресса призвали его включить в число своих приоритетных задач содействие освобождению двух сирийских иерархов из Алеппо. Парламентарий Брэн Шерман, член Комитета по иностранным делам и международной свободе вероисповедания заявил: 

Я рад, что 72 члена (от обеих партий) Палаты представителей присоединяются к просьбе в адрес государственного секретаря включить эту проблему в число приоритетных. Мы должны сделать все, что сможем, чтобы доказать, что у христианских меньшинств и у других религиозных меньшинств будет определённое будущее в Сирии. Я глубоко взволнован проблемой безопасности двух митрополитов и направляю призыв к их скорейшему освобождению.Оригинальный текст (англ.)I am glad that 72 members (of both parties) of the House of Representatives joined together calling the Secretary of State to treat this issue as a matter of priority. We should do everything we can in order to ensure that the Christian and other religious minorities will have a secure future in Syria. I am deeply worried about the safety of the two Archbishops, and I appeal for their immediate and safe release.
В ходе неформальной встречи членов Совета Безопасности ООН с делегацией 26 июля Россия просила НКСРОС оказать содействие в освобождении митрополитов.
В Аммане 21 мая прошел молчаливый марш за освобождение похищенных сирийских епископов. Инициатива проведения демонстрации принадлежит христианским общинам. Одной из целей марша было объединить представителей разных христианских конфессий, выступавших за освобождение епископов, пояснил в интервью Fides латинский патриарший викарий Иордании архиепископ Марун Лаххам. В свою очередь 2 июня в Париже на площади Трокадеро прошел митинг протеста. Христиане требовали освобождения двух похищенных в Сирии епископов.

### Репортажи
- Сирийские боевики похитили двух архиепископов. Вести (23 апреля 2013). Дата обращения: 4 марта 2019.
- В Сирии повстанцы похитили православных священников. Euronews (23 апреля 2013). Дата обращения: 4 марта 2019.